# Ruggero de I Timidi
Ruggero de I Timidi, pseudonimo di Andrea Sambucco (Udine, 9 luglio 1975), è un cantautore e comico italiano.

## Biografia

### Gli inizi da cantautore
Nato a Udine nel 1975, Sambucco inizia a suonare la chitarra a 14 anni andando a lezione dal maestro polistrumentista Roby Colella. Forma quindi il gruppo TFR con due compagni di classe con cui fa le sue prime esibizioni nell'underground friulano. In questi anni prende parte a rappresentazioni scolastiche degli spettacoli Le Negre di Jane Janet e Chi ruba un piede è fortunato in amore di Dario Fo. Dopo la scuola si iscrive al DAMS di Bologna, ma non completa gli studi. Torna quindi a Udine dove lavora per un periodo come animatore per bambini.
Nel 2001 intraprende la professione di cantautore, partecipando ad alcune manifestazioni locali, come il festival di musiche d'autore "Ortiche" a Udine. Nell'aprile 2002 pubblica l'EP V.E.R.D.E., che anticipa l'uscita a dicembre del suo primo album, s.e.m.p.l.i.c.e. <!>. Entrambi i CD sono autoprodotti da Sambucco tramite la sua etichetta discografica indipendente Kennydog Records. L'album è interamente scritto e arrangiato da Sambucco, che suona quasi tutti gli strumenti, e vede la partecipazione di due gruppi musicali udinesi: i Carry-All in Un giorno senza te e i Clobeda's in Colla di miele.
Per l'album successivo, La stagione del beltempo (2004), Sambucco decide di cambiare stile, inserendo maggiori elementi demenziali nei suoi testi. Ad esempio i brani Non mi importa della gente cosa dice di me e Succoacido Chillout sono una risposta ironica alle recensioni negative che aveva ricevuto il primo disco. Anche gli spettacoli dal vivo assumono una componente più comica e cabarettistica, con Sambucco che si presenta sul palco indossando costumi estrosi, tra cui quello di un girasole. Realizza inoltre il suo primo videoclip per il brano Cos'è l'amore, pubblicato anche come CD singolo.
In questo periodo si esibisce spesso accompagnando il gruppo della cantautrice udinese Francesca Luzzi, per la cui etichetta indipendente, Arab Sheep, pubblica nel 2007 The Nelson Mandela EP. Il disco è l'anticipazione di un album di inediti dal titolo La scintilla che sarebbe dovuto uscire l'anno successivo. Tuttavia la pubblicazione viene annullata a causa dell'improvvisa chiusura dell'Arab Sheep. Sambucco decide quindi, visti gli scarsi risultati, di interrompere la sua carriera di cantautore per concentrarsi su quella di cabarettista. Continuerà comunque a inserire elementi musicali in molti dei suo sketch, rifacendosi alla forma del teatro canzone.

### Il successo da cabarettista e i progetti secondari
Dal 2005 si dedica attivamente al mondo del cabaret, ottenendo diversi riconoscimenti, tra cui il primo premio al "Cabawave" di Arezzo nel luglio 2005 e il premio della critica al "Festival Locomix" di San Marino nell'aprile 2008. In questi anni vive del tempo a Pavia e a Casalpusterlengo per poi stabilirsi a Milano. Dopo aver partecipato alle trasmissioni L'eredità e Cultura moderna, fa il suo esordio da comico in televisione nel 2008 nel programma Central Station con lo sketch "Corso pratico: cabarettista in 5 minuti". Nel 2009 partecipa a Colorado Cafè e l'anno seguente passa a Zelig Off. In quest'ambiente conosce la sua futura consorte, l'architetta Fabiana Incoronata Bisceglia. Nel 2011 entra a far parte del cast di Zelig, portando in scena il personaggio del Signor Maniaco. In questa fase partecipa anche alle trasmissioni Glob, Quelli che il calcio e Wikitaly e conduce il programma radiofonico Si salvi chi può di Radio Monte Carlo.
Si dedica anche al teatro, scrivendo lo spettacolo comico Se questo è il titolo figuriamoci lo spettacolo e recitando in An Englishman in Italy (2011), per la regia di John Peter Sloan, e in La nostra coppia è un trio (2012), dove interpreta il Signor Maniaco al fianco di Mancio & Stigma, gli emo di Zelig.
Il suo rapporto con la musica non si interrompe. Nel marzo del 2007 realizza la sigla del cartone Berto Lôf, versione doppiata in friulano di Lupo Alberto, e nel 2011 scrive le canzoni di corredo dei corsi di inglese Speak Now! di John Peter Sloan, pubblicati in CD e DVD. Nelle video-lezioni interpreta vari ruoli tra cui quello di un meteorologo per il quale indossa un parrucchino nero a caschetto, accessorio che diventerà fondamentale per il look del suo prossimo personaggio, Ruggero de I Timidi.

### L'affermazione come Ruggero de I Timidi
Nel 2013 crea il personaggio Ruggero de I Timidi e pubblica su YouTube il suo singolo d'esordio, Timidamente io. La musica del brano è una parodia dei crooner degli anni cinquanta, in aperto contrasto con il testo, che affronta in maniera demenziale il tema dello squirting. Il nome del personaggio è invece ispirato a Mal dei Primitives. Il successo del brano è immediato, anche grazie al videoclip diretto da Il Terzo Segreto di Satira che diventa virale, e porta Sambucco a dedicarsi completamente al nuovo personaggio, pubblicando numerosi singoli che mantengono lo stesso schema: testo demenziale su musica leggera. A fine anno realizza un CD autoprodotto intitolato I primi cinque più grandi successi che raccoglie tutti i brani pubblicati su internet fino a questo punto. Nel 2014 partecipa al programma Tú sí que vales nei panni di Ruggero, classificandosi al terzo posto. Il 14 settembre gareggia al "Festival della canzone italiana" di New York con Memories of You, versione in inglese di Timidamente io.
Il 24 febbraio 2015 pubblica il suo primo album come Ruggero de I Timidi, intitolato Frutto proibito. Il disco contiene tre inediti, che vedono la partecipazione dell'attrice Debora Villa e del tenore Maestro Ivo, e nuove registrazioni dei brani precedentemente pubblicati su internet, impreziositi da un quartetto d'archi. L'11 dicembre esce Natale romantico, album di cover con famose canzoni natalizie e rivisitazioni di vecchi brani. Nel 2017 appare in un cameo nel film Si muore tutti democristiani de Il Terzo Segreto di Satira.
Nel 2018 è ospite fisso del varietà 90 Special condotto da Nicola Savino. Il 2 settembre viene organizzato il primo "Raduno Timido" presso il Parco Tittoni di Desio, evento autocelebrativo che verrà riproposto a cadenza annuale. Il 7 settembre esce il secondo album, Giovani emozioni, che omaggia la musica dei cantautori degli anni settanta, tra cui Franco Battiato, Francesco De Gregori e Ivan Graziani. Al Lucca Comics 2018 presenta l'albo Fumetti timidi, disegnato da Giuseppe Zironi e Stefano Conte, con copertina di Giorgio Cavazzano.
Il 9 luglio 2020 viene pubblicato il singolo Anche quest'estate si tromba dalla prossima, canzone ispirata dallo stress per le misure di confinamento dovute alla pandemia di COVID-19. A fine anno pubblica il suo primo libro, Un gigolò per Natale, che parodizza i romanzi rosa della collana Harmony. Nel corso del 2021 esce sul canale YouTube di Ruggero la serie REBOOT, composta da cinque episodi, e pensata per promuovere il singolo Culo & Camicia, che viene pubblicato il 30 settembre 2021. È ispirata per sonorità al genere k-pop ed è cantata in coppia con la moglie Fabiana Incoronata Bisceglia, sempre più presente anche sul palco di fianco a Ruggero, dove si fa chiamare Faby Q.
Il 1º dicembre 2023 esce il suo primo album dal vivo, registrato al Live Music Club di Trezzo sull'Adda il 30 settembre 2023 in occasione del sesto "Raduno Timido".
Tra gli artisti che l'hanno influenzato ha citato gli Squallor, gli Skiantos, Giorgio Gaber, Freak Antoni, i R.E.M. e Andy Kaufman.

## Discografia

### Album in studio
- 2002 – s.e.m.p.l.i.c.e. <!>
- 2004 – La stagione del beltempo
- 2015 – Frutto proibito
- 2018 – Giovani emozioni

### Album di cover
- 2015 – Natale romantico

### Album live
- 2023 – Live al Live Music Club

### Raccolte
- 2019 – Greatest Hits

### EP
- 2002 – V.E.R.D.E.
- 2007 – The Nelson Mandela EP
- 2013 – I primi cinque più grandi successi

### Singoli
- 2004 – Cos'è l'amore
- 2013 – Timidamente io
- 2013 – Memories of You
- 2013 – Pensiero intrigante
- 2013 – Notte romantica
- 2013 – Padre e figlio
- 2014 – Torna!
- 2014 – Pensiero brasilero
- 2014 – Quello che le donne dicono
- 2014 – Voglia d'amare
- 2015 – Toy Boy
- 2016 – Natale al Motel (con Debora Villa)
- 2017 – L'estate del reggaeton
- 2017 – Vibratore
- 2018 – La canzone dell'estate (con Maestro Ivo)
- 2020 – Anche quest'estate si tromba dalla prossima
- 2020 – Timidamente Yo (con Mariachi Crazy)
- 2021 – Culo & Camicia (con Faby Q)
- 2022 – Sole Cuore Hangover (con Faby Q, Maestro Ivo e Mbriake)
- 2023 – Rogito
- 2023 – La chuca triste
- 2024 – L'amore è nell'aria (con Faby Q)
- 2024 – San Siro

### Partecipazioni
- 2003 – AA.VV., Canzoni friulane, con il brano Maritiare
- 2013 – AA.VV., I Cantacomici: prima che sia troppo tardi, cori nel brano So' cambiate le cose rap
- 2013 – Vallanzaska, Banana Juice, voce
- 2014 – Vallanzaska, Thegenerazione, intervento nel brano Se telefonando
- 2019 – Auroro Borealo, Sessone, seconda voce
- 2020 – Auroro Borealo, Natalone, seconda voce
- 2023 – Rumatera, Après-Ski, seconda voce

## Videoclip
- 2004 – Cos'è l'amore
- 2013 – Timidamente io
- 2013 – Pensiero intrigante
- 2013 – Banana Juice
- 2013 – Notte romantica
- 2013 – Padre e figlio
- 2013 – Lo scorso Natale
- 2014 – Perdere l'amore
- 2014 – Quello che le donne dicono
- 2014 – Voglia d'amare
- 2015 – Frutto proibito
- 2015 – Toy Boy
- 2016 – Torna!
- 2016 – Natale al Motel
- 2017 – L'estate del reggaeton
- 2018 – La canzone dell'estate
- 2019 – Mano amante mia
- 2019 – Sessone
- 2019 – Completamente
- 2020 – Anche quest'estate si tromba dalla prossima
- 2020 – Timidamente Yo
- 2021 – Culo & Camicia
- 2023 – Rogito
- 2023 – La chuca triste